# Matheolus Perusinus

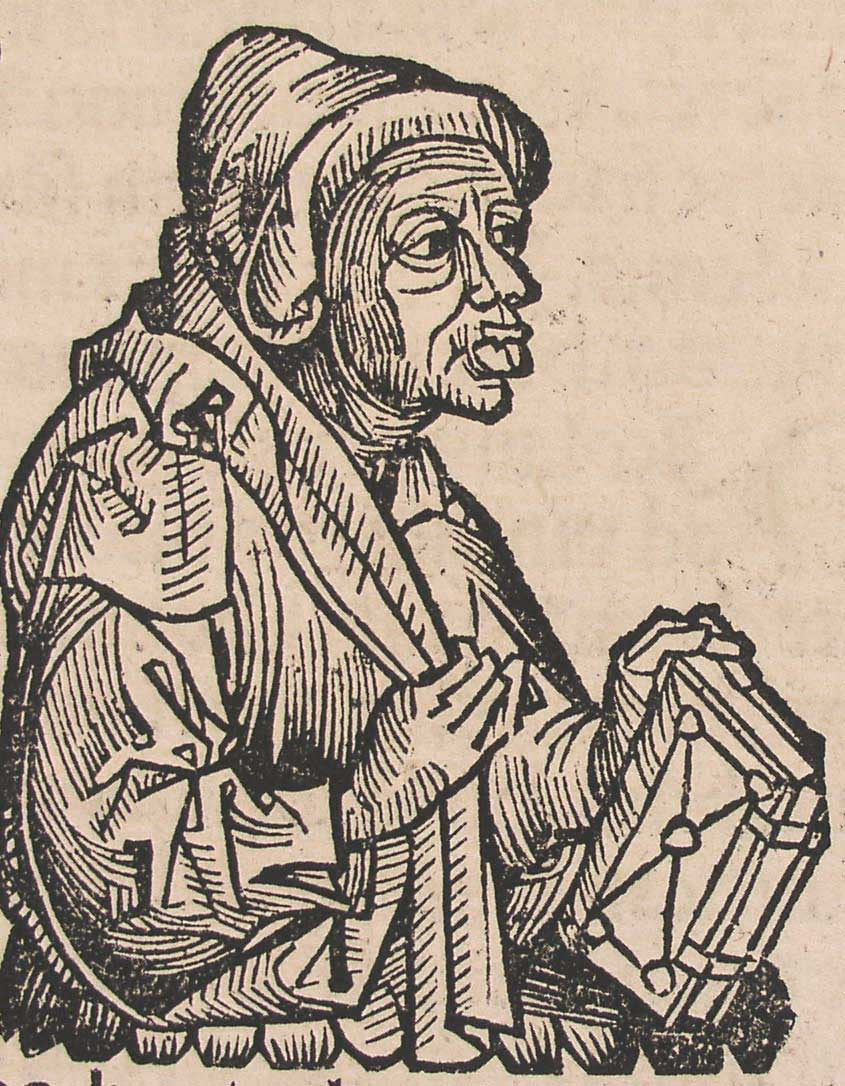
Matheolus op een houtgravure in de Kroniek van Nuremberg (1493).

Matheolus Perusinus (ook: Mattheolus de Perusio, Mattiolo Mattioli, Matthiolus de Matthiolis, Matthiolus de Matthiolis) (gestorven in 1480 te Padua) was een Italiaans professor in filosofie en een arts. Hij werd vermoedelijk geboren in Perugia (vandaar zijn naam) en hij stierf in Padua.
Hij was de leermeester van Hartmann Schedel en tevens de auteur van een werk over het menselijk geheugen (Tractatus Artis Mememorativæ).